# Coreus
Genre
Coreus (les corées) est un genre d'insectes hétéroptères, des punaises de la famille des Coreidae, de la sous-famille des Coreinae et de la tribu des Coreini.

## Classification
- Le genre Coreus  a été décrit par le naturaliste danois Johan Christian Fabricius en 1794.
- L'espèce type pour le genre est Coreus marginatus (Linné, 1758).

### Synonymie
- Coridus Rafinesque, 1815
- Coraeus Thunberg, 1822 [1]
- Coreas Uhler, 1877 [2]
- Mesocerus Reuter, 1888 [3]

## Taxinomie
Liste des espèces
Selon BioLib (30 juin 2018) :
- Coreus  marginatus (Linnaeus, 1758) - la corée marginée
- Coreus spinigerus Liu & Zheng, 1994

Nom en synonymie
- Coreus elegans, un synonyme de Cercinthus elegans